# Suresh Chunara
Suresh Chunara (ur. 23 maja 2000) – nepalski zapaśnik walczący w stylu wolnym. Zajął 27 miejsce na mistrzostwach świata w 2021 roku. 
Dziewiętnasty na igrzyskach azjatyckich w 2022 i dwudziesty w 2018. Brązowy medalista Igrzysk Azji Południowej w 2019 roku.